# Irena Sendler
Irena Stanisława Sendler (Varsó, 1910. február 15. – Varsó, 2008. május 12.) Lengyelországban született, leánykori nevén Krzyżanowska, Irena Sendlerowaként is ismert. Lengyel katolikus szociális munkás volt, aki a Lengyel Földalatti Államban és a Żegota ellenállási mozgalomban dolgozott a németek által megszállt Varsóban a második világháború idején. Társaival együtt 2500 zsidó gyereket mentett ki a varsói gettóból, majd hamis papírokkal ellátva, családoknál és árvaházakban helyezte el őket.

## Fiatalkora
Irena Sendlert gyerekkora óta szoros szálak fűzték a zsidókhoz. Édesapja Dr Stanislaw Krzyzanowski, egy Varsó melletti kisvárosban praktizált, legtöbb páciense szegény zsidó volt. Az apa 1917-ben tífuszban halt meg.

## Második világháború
Irena Sendler a német megszállás alatt Varsóban élt (azelőtt Otwockban és Tarczynban lakott, ahol a városi szociális ügyosztályainak dolgozott). Zsidósegítő tevékenységét 1939-ben kezdte el, amikor a németek betörtek Lengyelországba. Segítőivel együtt több mint 3000 hamis iratot készítettek zsidó családok számára még a Żegota, illetve gyermekekkel foglalkozó részleg létrejötte előtti időkben. Zsidóknak segíteni nagyon veszélyes dolognak számított a németek által megszállt Lengyelországban: a család minden tagját kivégezték, ha kiderült, hogy zsidót bújtattak. 

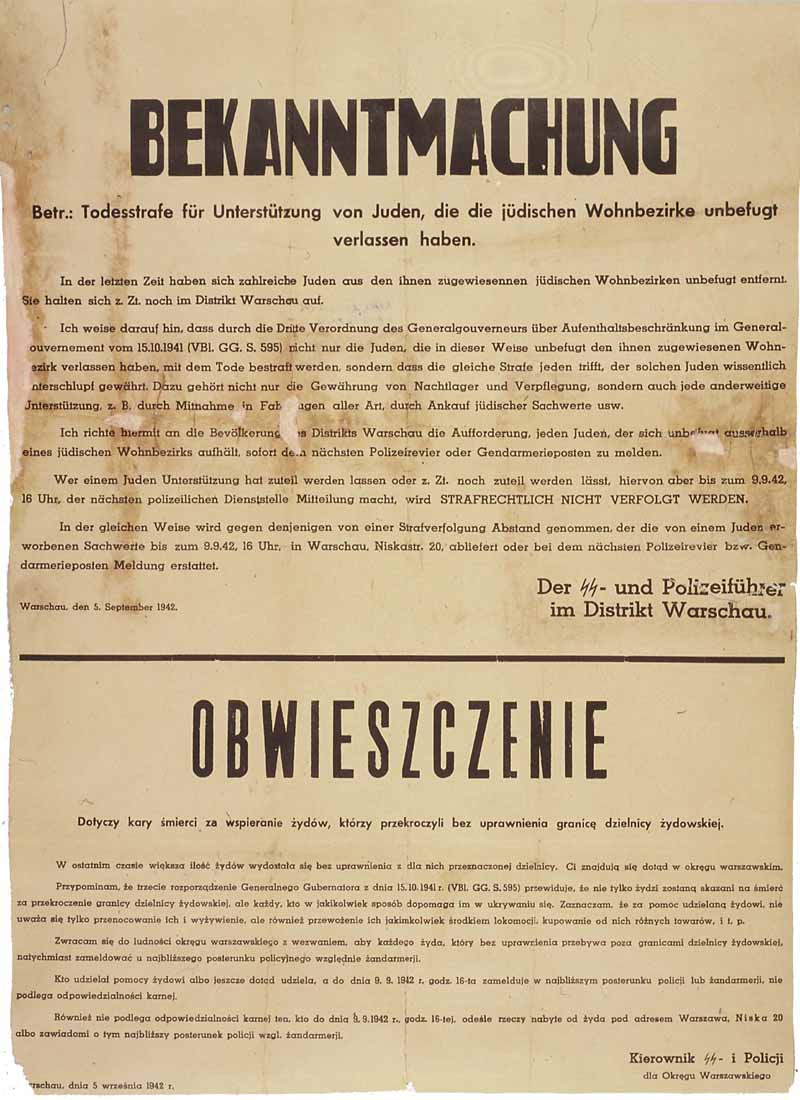
Náci német poszter németül és lengyelül (Varsó, 1942) mely halállal fenyeget minden lengyelt, aki zsidót bújtat

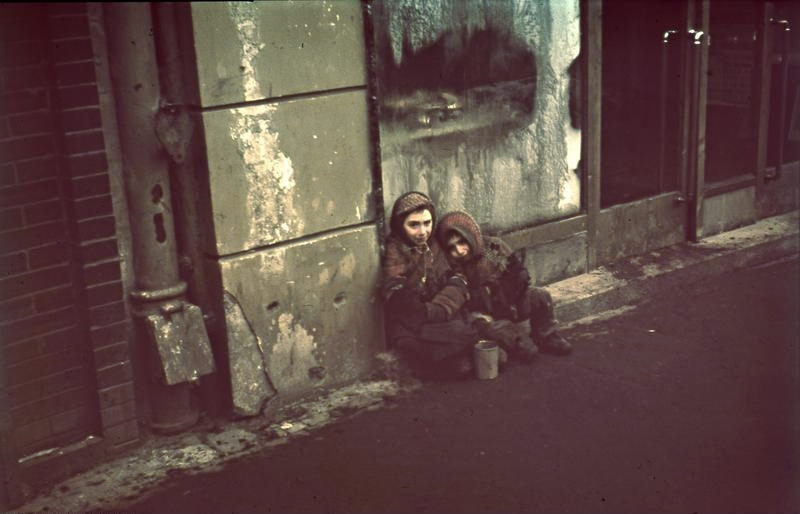
Zsidó gyermekek a varsói gettóban

1942-ben az újonnan alakult Żegota (Zsidómentő Tanács) Irenát a gyermekekkel foglalkozó részleg vezetőjének nevezte ki, fedőneve Jolanta volt.) A Szociális Ügyosztály alkalmazottjaként különleges engedélyt szerzett a tífuszjárványra hivatkozva, így a varsói gettóban szabadon mozoghatott. Mikor a falakon belül járt, szolidaritásból és az álcázás hitelessége érdekében hordta a sárga csillagot.
Együttműködött a városi önkormányzat gyermek részlegével és az RGO-val (Rada Główna Opiekuńcza), ami egy német hatóságok által megtűrt lengyel intézmény volt. Irena szervezte meg a zsidó gyerekek kijuttatását a gettóból: dobozokban, bőröndökben és ládákban rejtette el őket.
A gettón belüli tífuszjárvány kitörése lehetővé tette Irena számára, hogy egészségügyi vizsgálatokra hivatkozva bejuthasson a gettóba, majd az újszülötteket és a kisebb gyerekeket mentőautókban csomagoknak álcázva kicsempészhesse.
A varsói gettó szélén található régi bíróságot is sokszor használta a gyerekek kijuttatására.
A gyerekeket lengyel családoknál, a varsói Mária Családja Ferences Nővéreinek árvaházába, vagy katolikus kolostorokban, mint például a Szeplőtelenül Fogantatott Áldott Szűz Mária Nővéreinek zárdájában helyezte el. Turkowiceben és Chotomówban. Néhányan a községi plébániára kerültek közülük. Irena mindegyik pártfogoltjáról feljegyzést készített, hogy megőrizze régi és új adataikat. Ezeket egy almafa alá ásva, egy üvegben tartotta. A Żegota meggyőzte a gyerekeket arról, hogyha a háborúnak vége, akkor felkeresik majd a zsidó rokonaikat.
1943-ban a Gestapo letartóztatta Irenát, kegyetlenül megkínozták és halálra ítélték. A Żegota viszont megvesztegette a kivégzésért felelős németeket, így Irena megmenekült a haláltól. Eszméletlenül, kezeit és lábait eltörve egy erdőben hagyták. Varsóban megfélemlítés céljából azt terjesztették, hogy meghalt. A háború végéig elrejtőzve élt, viszont folytatta a zsidó gyerekek mentését. A háború után kiásta a gyerekek adatait tartalmazó üvegeket és megpróbálta megkeresni a gyerekeket, hogy visszatérhessenek a szüleikhez. Majdnem az összes szülő a treblinkai megsemmisítőtáborban vesztette életét.

## Kitüntetések
A földi létem értelme minden megmentett gyermek, akinek segíteni tudtam.

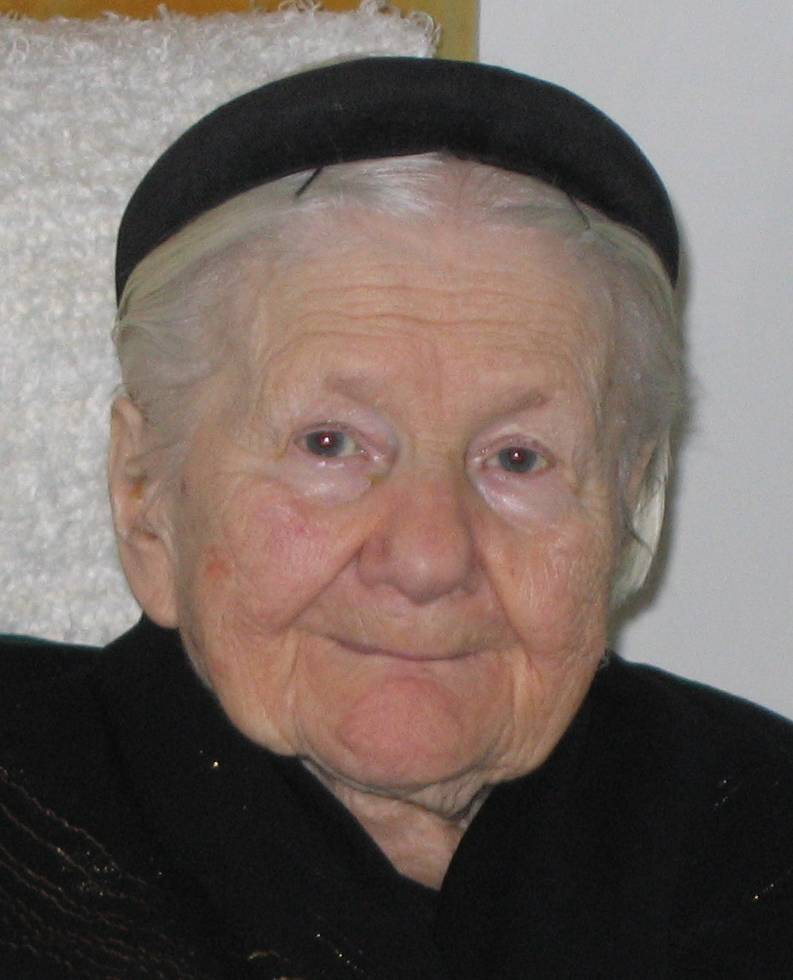
Irena Sendler 2005

A szovjet hatalomátvétel után Lengyelországban, Irena Sendlert a kommunista lengyel állam hatóságai üldözték a lengyel emigráns kormánnyal és a Honi Hadsereggel való kapcsolatai miatt. Ez idő alatt elveszítette második gyermekét.

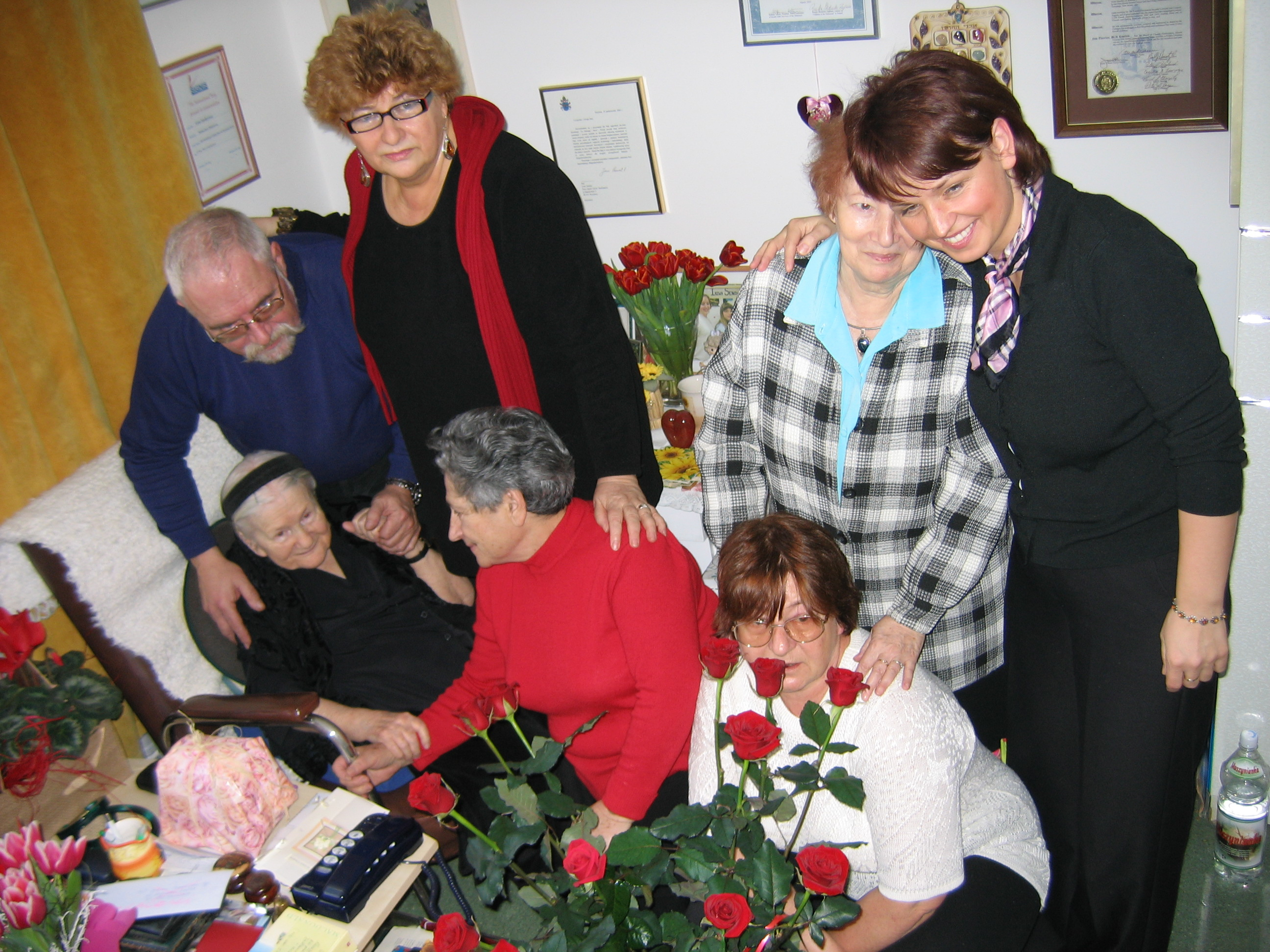
Sendler és a megmenekült gyerekek, Varsó 2005

1965-ben a Jad Vasem Sendlert a Világ Igaza címmel tüntette ki, melyet 1983-ban jóváhagyott az Izraeli Legfelsőbb Bíróság. Az Izrael Intézet parancsnoki keresztjével is megtisztelték. A lengyel kommunista kormány csak ebben az évben engedte meg, hogy külföldre utazhasson Izraelbe a kitüntetés miatt.
2003-ban II. János Pál pápa személyes levélben köszönte meg Irenának a háborúban nyújtott segítségét. 2003. október 10-én Fehér Sas-rendet kapott, amely Lengyelország legmagasabb civil kitüntetése és Washingtonban, az Amerikai Lengyel Kulturális Centrumtól Jan Karski-díjat bátorságáért és jó szívéért.
2007. március 14-én kitüntette őt Lengyelország szenátusa. 97 évesen már nem volt olyan állapotban, hogy átvehesse a díját, helyette egy levelet írt, melyet az egykor általa csecsemőként megmentett Elżbieta Ficowska vitt el. 2007. április 11-én ő kapta meg legidősebb korában a Mosolyrend kitüntetést.
2009 májusában Irena Sendlert az Audrey Hepburn Humanitárius Posztumusz Díjában részesítették. A színésznőről illetve későbbi UNICEF nagykövetről elnevezett díjat gyermekeket segítő magánszemélyek és szervezetek kaphatják. Az alapítvány felidézi Irena Sendler hősies munkásságát, mellyel 2500 zsidó gyermeket mentett meg a németek által megszállt Lengyelországban, a második világháború idején.
Sendler volt a Żegota Zsidósegítő Tanács Gyermekekért Felelős Részlegéből az utolsó, aki távozott sorainkból.

## Nobel-díj jelölése
Lech Kaczyński lengyel elnök azt nyilatkozta, hogy őt illetné meg, hogy Nobel-békedíjra jelöljék, bár a jelöléseket titokban szokták tartani. Sendler jelölése 2007-ben nagy sajtóvisszhangot kapott, újból előtérbe került második világháború alatti tevékenysége. Sokan úgy vélték, hogy ő fogja a Nobel-békedíjat kapni, azonban a bizottság végül Al Gorenak ítélte a díjat, s nem Sendlernek.

## Dokumentumfilm
Az amerikai filmrendező Mary Skinner történelmi dokumentum filmet kezdett forgatni Irena Sendler 2003-ban Anna Mieszkowskának elmesélt emlékeire alapozva. "Irena Sendler, In the Name of Their Mothers" Archiválva 2010. május 4-i dátummal a Wayback Machine-ben Az "Irena Sendler, a mindannyiuk anyja nevében" c. film a halála előtt adott hosszú interjúkon alapszik. Szintén közreműködött Irena három segítőtársa és néhány zsidó gyerek, akiket megmentett. A filmet leginkább Lengyelországban helyi operatőrökkel, Andrzej Wolffal és Sławomir Grunberggel forgatták, bemutatva számos helyszínt: Irena Sendler háború alatti szállását, a Żegota székhelyeit, Varsó csatornáit, a Gestapo székhelyét, illetve a Pawiak börtönt.
Ez az első nem lengyelek által készített történelmi dokumentumfilm, amely Irena Sendler igaz történetét és a nők merész "összeesküvését" mutatja be. Skinner több mint 70 órányi interjús anyagot vett fel, 4 évet töltött archívumok tanulmányozásával, történészekkel és szemtanúkkal értekezett, hogy minél hitelesebb munkát készíthessen. A filmet valószínűleg 2010-ben mutatják be.

## Élet egy üvegben
2006-ban, Kansasban egyetemisták egy színdarabot adtak elő Irena életéről, mely az Élet egy üvegben címet kapta. Ebből később film készült Irena Sendler – Bátor szív címmel.